# دانشگاه مرکزی جنوب برای ملیت ها
دانشگاه مرکزی مینزو جنوبی (SCMZU ; Chinese ; به زبان محاوره ای 中南民大، پینیین: Zhōngnán mínDà) یک دانشگاه ملی است که در مرکز استان هوبی ووهان، مستقیماً زیر نظر کمیسیون امور قومیتی جمهوری خلق چین واقع شده‌است. دانشگاه مرکزی مینزو جنوبی یک دانشگاه جامع است که در سال ۱۹۵۱ به عنوان کالج مرکزی جنوبی برای ملیت‌ها تأسیس شد. در مارس ۲۰۰۲، این مدرسه نام دانشگاه مرکزی جنوب را برای ملیت‌ها برگزید. در طول شش دهه گذشته، بیش از ۱۰۰۰۰۰ دانشجو از این دانشگاه فارغ‌التحصیل شدند.